# アブドゥルサラミ・アブバカール
アブドゥルサラミ・アルハジ・アブバカール（英語: Abdulsalami Alhaji Abubakar, 1942年6月13日 - ）は、ナイジェリアの軍人、政治家。グワリ人。イスラム教徒である。1998年6月9日から1999年5月29日まで、ナイジェリアの大統領を務めた。前サニ・アバチャ大統領の急死によって政権を継いだアブバカールは指導力を発揮し、新憲法を採択してナイジェリアを民主化させ、新憲法下で大統領に選ばれたオルシェグン・オバサンジョに政権を渡した。
アブバカールは1942年6月13日、ナイジャー州のミンナで生まれた。ミンナの小学校とビダの中学校を出た後、カドゥナ工科大学を卒業した。その後ナイジェリア軍に入隊し、国際連合レバノン暫定駐留軍に派遣され、最終的にはナイジェリア軍参謀長にまで昇進した。妻との間には6人の子供がいる。
1983年のクーデターによってナイジェリアではシェフ・シャガリ政権が打倒され、ムハンマド・ブハリ軍事政権が誕生した。1993年には民主選挙が開催されたものの、イブラヒム・ババンギダ大統領は結果受け入れを拒否し、さらにサニ・アバチャのクーデターによって再び軍事政権に戻っていた。しかしアバチャの急死によって、アブバカールが1998年6月9日に元首に選出された。アブバカールは1週間の喪を宣したあと、1年以内に民主選挙を行い、選出された大統領に権限を譲ることを約束した。彼はエフライム・アクパタを委員長とする独立国家選挙委員会を設立し
、1999年2月27日に大統領選挙をおこなうこと、及びその前段として1998年12月に各州の知事選挙をおこなうことを決定した。これは選挙を自由で公正なものにする目的で作られたが、実際の選挙では外国の監視団から大規模な不正行為の報告があった。
選挙後、選出されたオルセグン・オバサンジョ新大統領に対し、アブバカールが約束通り直ちに1999年5月29日に大統領の座を譲ったことは国軍の一部を驚かせた。オバサンジョ就任時に施行された、1999年5月5日に採択された新憲法は、アブバカールのリーダーシップの元で採択されたものだった。
民主化を期限内に責任を持って遂行したことにより、アブバカールは国連や西アフリカ諸国経済共同体などからいくつかの賞を受賞した。しかし、アブバカールは重大な人権侵害をおこなったアバチャ政権の閣僚であったため非難を受けた。また、1993年の大統領選挙で実際に勝利したもののそれを認められず投獄されていた政治家モシュード・アビオラの釈放を約束したが、彼は釈放直前に急死し、この死の責任をアブバカールに求める声もある。